# Лоранс Сен-Жермен
Лоранс Сен-Жермен (30 травня 1994 , Квебек ) — канадська гірськолижниця, що спеціалізується на технічних дисциплінах слалому та гігантського слалому. Учасниця зимових Олімпійських ігор 2018.

## Кар'єра
Сен-Жермен з Сен-Ферреоль-ле-Не, Квебек, виступала за Канаду на юніорському чемпіонаті світу в 2013 році; вона була 25-ю в слаломі, але не змогла закінчити другий заїзд гігантського слалому на домашньому снігу в Мон-Сент-Анн. У листопаді 2015 року дебютувала в Кубку світу в слаломі в Аспені, де посіла 27-е місце. Свої перші очки в Кубку світу вона заробила в листопаді 2017 року в Леві, посівши 17-е місце в слаломі.
Сен-Жермен дебютувала на Олімпійських іграх у 2018 році, посівши 15-е місце в слаломі. На своєму першому чемпіонаті світу в 2019 році вона була шостою в слаломі.
Сен-Жермен виступала на студентських змаганнях у Сполучених Штатах за Катамаунтс Університету Вермонта, одразу за кордоном, у Берлінгтоні; вона була триразовою чемпіонкою Америки та другою на національних змаганнях зі слалому у 2016 році.
У січні 2022 року Сен-Жермен була включена до складу олімпійської збірної Канади 2022 року.
На чемпіонаті світу 2023 року в Мерібелі Сен-Жермен виграла золоту медаль у слаломі.

## Результати в Кубку світу
Усі результати наведено за даними Міжнародної федерації лижного спорту.

### Підсумкові місця в Кубку світу за роками
| Сезон | Вік | Загальний залік                    | Слалом                             | Гігантський слалом                 | Супергігант                        | Швидкісний спуск                   | Гірськолижна комбінація            |
| ----- | --- | ---------------------------------- | ---------------------------------- | ---------------------------------- | ---------------------------------- | ---------------------------------- | ---------------------------------- |
| 2016  | 21  | Не набрала жодного залікового балу | Не набрала жодного залікового балу | Не набрала жодного залікового балу | Не набрала жодного залікового балу | Не набрала жодного залікового балу | Не набрала жодного залікового балу |
| 2017  | 22  | Не набрала жодного залікового балу | Не набрала жодного залікового балу | Не набрала жодного залікового балу | Не набрала жодного залікового балу | Не набрала жодного залікового балу | Не набрала жодного залікового балу |
| 2018  | 23  | 90                                 | 33                                 | —                                  | —                                  | —                                  | —                                  |
| 2019  | 24  | 42                                 | 13                                 | —                                  | —                                  | —                                  | —                                  |
| 2020  | 25  | 33                                 | 16                                 | —                                  | —                                  | —                                  | —                                  |

Станом на 5 січня 2020 року

### Потрапляння до першої двадцятки
- 0 п'єдесталів; 4 топ-десять

| Сезон | Дата              | Місце проведення      | Дисципліна         | Місце |
| ----- | ----------------- | --------------------- | ------------------ | ----- |
| 2018  | 11 листопада 2017 | Леві (Фінляндія)      | Слалом             | 17-те |
| 2018  | 26 листопада 2017 | Кіллінґтон (США)      | Слалом             | 14-те |
| 2019  | 25 листопада 2018 | Кіллінґтон (США)      | Слалом             | 14-те |
| 2019  | 22 грудня 2018    | Куршевель (Франція)   | Слалом             | 19-те |
| 2019  | 29 грудня 2018    | Земмеринґ (Австрія)   | Слалом             | 10-те |
| 2019  | 1 січня 2019      | Осло (Норвегія)       | Паралельний слалом | 13-те |
| 2019  | 5 січня 2019      | Загреб (Хорватія)     | Слалом             | 15-те |
| 2019  | 8 січня 2019      | Флахау (Австрія)      | Слалом             | 13-те |
| 2019  | 2 лютого 2019     | Марибор (Словенія)    | Слалом             | 17-те |
| 2019  | 19 лютого 2019    | Стокгольм (Швеція)    | Паралельний слалом | 6-те  |
| 2019  | 16 березня 2019   | Сольдеу (Андорра)     | Слалом             | 13-те |
| 2020  | 15 грудня 2019    | Ст. Моріц (Швейцарія) | Паралельний слалом | 5-те  |
| 2020  | 29 грудня 2019    | Лієнц (Австрія)       | Слалом             | 9-те  |
| 2020  | 4 січня 2020      | Загреб (Хорватія)     | Слалом             | 11-те |

## Результати на чемпіонатах світу
Усі результати наведено за даними Міжнародної федерації лижного спорту.
| Рік  | Вік | Слалом | Гігантський слалом | Супергігант | Швидкісний спуск | Гірськолижна комбінація |
| ---- | --- | ------ | ------------------ | ----------- | ---------------- | ----------------------- |
| 2019 | 24  | 6      | —                  | —           | —                | —                       |

## Результати на Олімпійських іграх
Усі результати наведено за даними Міжнародної федерації лижного спорту.
| Рік  | Вік | Слалом | Гігантський слалом | Супергігант | Швидкісний спуск | Гірськолижна комбінація |
| ---- | --- | ------ | ------------------ | ----------- | ---------------- | ----------------------- |
| 2018 | 23  | 15     | —                  | —           | —                | —                       |